# Largo (serial telewizyjny)
Largo (oryg. Largo Winch) – serial telewizyjny nadawany oryginalnie w latach 2001–2003, oparty na serii belgijskich komiksów Largo Winch. W Polsce emisji serialu podjęły się stacje telewizyjne Polsat, TV4 i AXN.

## Obsada
- Paolo Seganti − Largo Winch
- Diego Wallraff − Simon Ovronnaz
- Sydney Penny − Joy Arden
- Geordie Johnson − Georgy Kerensky
- Serge Houde − John Sullivan
- David Carradine − Nerio Winch
- Charles Powell − Michel Cardignac
- Vernon Dobtcheff − Ojciec Maurice de Beliveau